# Wahid Bouzidi
Pour les articles homonymes, voir Bouzidi.
Wahid Bouzidi (arabe : وحيد بوزيدي), né le 9 juillet 1978 à Villepinte (France) et mort le 20 août 2023 à Marrakech (Maroc), est un humoriste et acteur franco-algérien. 
De 2006 à 2008, il fait partie des  membres du Jamel Comedy Club avant de se lancer dans ses propres one-man-show. Au cinéma, il joue principalement dans des comédies telles que Beur sur la ville, Mohamed Dubois et Alad'2. À la télévision, il est l'un des personnages de la série Tongs et paréo sur M6 en 2009.

## Biographie

### Famille et enfance
Dernier d'une fratrie de dix enfants, Wahid Bouzidi a grandi à Bobigny. Il perd sa mère puis son père à deux mois d'intervalle alors qu'il n'a que 15 ans. Par la suite, il vit à Noisy-le-Sec avec son frère aîné Ahmed qui devient son tuteur légal.

### Carrière

#### Débuts
La perte brutale de ses parents plonge Wahid Bouzidi dans une période de mutisme. C'est au sein d'une troupe de théâtre de Gagny, nommée Les Guez Guez, qu'il trouve un exutoire à son chagrin et révèle un talent pour les arts de la scène.
Wahid Bouzidi est révélé en 2005, à 26 ans, par le réalisateur Guy Jacques qui lui donne un premier rôle au cinéma dans le long-métrage Ze Film.

#### Jamel Comedy Club
En 2006, Kader Aoun, qui recherche de jeunes talents pour intégrer l'émission de Canal+ Jamel Comedy Club (produite et présentée par Jamel Debbouze), contacte Wahid Bouzidi qui refuse. Convié à assister aux répétitions de la première troupe du Jamel Comedy Club, il écrit son premier texte, Le Gitan, le même soir. Le lendemain, il le présente à Kader Aoun puis, vingt minutes plus tard, il monte sur scène avec la troupe. C’est là qu'il découvre le stand-up. La troupe joue au Casino de Paris en 2007, puis le spectacle sort en DVD. En mars 2009, les chaînes Canal+ et Comédie ! diffusent la série Inside Jamel Comedy Club (composée de huit épisodes et réalisée sous forme d'un faux documentaire) qui relate les coulisses de la tournée de la troupe.

#### Rôles au cinéma
Au cinéma, le duo Toledano-Nakache lui donne un petit rôle en 2009 dans Tellement proches. La même année, il est la voix française de l'iguane Chico dans le film américain Le Chihuahua de Beverly Hills. La plupart des comédiens qui doublent les animaux sont issus du Jamel Comedy Club.
Wahid Bouzidi joue principalement dans des comédies telles que Case départ, Beur sur la ville, Mohamed Dubois. Il campe un barman dans le film d'action marocain 8 assassins (ou Kanyamakan) en 2014.
En 2015, il incarne le Père Moïse dans la comédie Kickback réalisée par Franck Phelizon. Ce film est le premier à sortir en e-Cinema (c'est-à-dire directement sur les plateformes VOD et non dans les salles de cinéma).
En 2018, il obtient l'un de ses rôles les plus importants dans Alad'2, au côté de Kev Adams, Jamel Debbouze, Éric Judor, Ramzy Bedia, Vanessa Guide et Noémie Lenoir notamment. Bien qu'ayant réalisé une bonne performance au niveau des entrées (plus de 2,3 millions en France), le film est éreinté par la critique (aussi bien par la presse que les spectateurs).
Wahid Bouzidi apparaît dans des films réalisés par deux des membres de la Bande à Fifi : Nicky Larson et le Parfum de Cupidon et Super-héros malgré lui de Philippe Lacheau en 2018 et  2021, et dans 30 Jours max de Tarek Boudali en 2020.
Après avoir tourné pour Michaël Youn dans BDE, Booder et Gaëlle Falzerana font jouer Wahid Bouzidi dans Le Grand Cirque. Le long métrage est notamment produit par Jean-Rachid Kallouche qui a également cosigné le scénario.
Wahid Bouzidi a joué dans une vingtaine de films. Sa dernière apparition au cinéma est dans Bac + 12, un film franco-belge sorti en juin 2023.

#### Participations à la télévision
Après avoir été l'un des membres du Jamel Comedy Club pendant deux ans sur Canal+, Wahid Bouzidi est l'un des protagonistes de la série humoristique Tongs et paréo diffusée sur M6 en 2009, aux côtés de David Salles, Claudia Tagbo, Delphine McCarty, Thierry Samitier et Gil Alma, notamment. Ils y interprètent des G.O. déjantés d'un club de vacances. 
En 2017, il apparaît dans un épisode de la série policière Capitaine Marleau et joue dans la première saison de Kiffe aujourd'hui en 2019 (diffusé en streaming puis sur Canal +).
Entre 2019 et 2022, il est l'un des sociétaires de l'émission Vendredi tout est permis avec Arthur sur TF1.
En 2022, il fait partie des artistes qui reprennent les sketches des Inconnus dans le téléfilm Tous Inconnus diffusé en première partie de soirée sur TF1.

#### Spectacles
Wahid Bouzidi interprète des one-man-show à partir de 2009, en débutant avec le spectacle Wahid se lâche. De 2018 à 2023, il se produit dans Graisse anatomie tout d'abord au théâtre du Point-Virgule à Paris puis dans toute la France.
En 2016, il joue dans la pièce de théâtre La Grande évasion, créée et mise en scène par Youssef Bouchikhi, aux côtés de Paul Séré et Booder. Il est crédité sur l'affiche sous le seul prénom de Wahid. Les comédiens incarnent des détenus diamétralement opposés qui, pour obtenir une remise de peine, doivent monter une pièce de théâtre classique et la présenter au ministre de l'Intérieur qui doit leur rendre visite.
En 2017 et 2018, il participe au Marrakech du rire animé par Jamel Debbouze.
Pour son dernier spectacle intitulé Wahid… il se relève, interprété de janvier à juin 2023, Wahid Bouzidi puise l'inspiration dans ses problèmes de santé survenus à partir de 2021, en évoquant la solitude et la maltraitance à l'hôpital. Le spectacle s'articule autour de son vécu à l'hôpital où il a ressenti une déception envers une partie de son entourage. Toutefois, il met en avant le soutien inconditionnel de son épouse et de son ami Booder. Il évoque des « parloirs blancs », en référence à des proches qui lui avaient promis de venir le voir, mais qui ne l'ont jamais fait. La mise en scène, réalisée par Papy, débute avec Bouzidi sur un fauteuil roulant, avant qu'il ne se relève progressivement.

### Santé
Lors d'une interview donnée à Radio J en mars 2023, Wahid Bouzidi revient sur son passage à l'hôpital Bichat-Claude-Bernard, le qualifiant comme « la pire période de [sa] vie ». Il y détaille avoir subi les « pires sévices » dans ce qu'il appelle un « repaire d'incompétents ». Il raconte que le chef du service où il était hospitalisé l'a « viré » du service car, selon ses mots et son interprétation personnelle, « quand ils m'ont vu, ils ont voulu traiter mon obésité au lieu de traiter mon AVC […]. Ils ont fait tout à l'envers ». 
En mai 2023, il raconte au micro du podcast Dinguerie Room d'Amelle Chahbi que les praticiens faisant fonction d'internes auxquels il a été confronté au sein de l'hôpital Bichat étaient grossophobes, au point de l'affubler du surnom de « Monsieur gros porc ». Il ajoute que certaines infirmières se prenaient en selfie avec lui sans son consentement, alors qu'il était diminué sur son lit d'hôpital.

### Mort
Le 16 août 2023, Wahid Bouzidi est victime d'un nouvel AVC alors qu'il est en vacances à Marrakech, ce qui le plonge dans le coma. Il meurt le 20 août 2023, il est enterré en Algérie près de Tolga une ville non loin de Biskra.

## Filmographie
- 2005 : Ze Film, long métrage de Guy Jacques : François, du casting
- 2009 : Tongs et paréo (série télévisée) : Mehdi
- 2009 : Le Chihuahua de Beverly Hills, de Raja Gosnell : voix de Chico
- 2009 : Inside Jamel Comedy Club (série télévisée) : lui-même (8 épisodes)
- 2009 : Tellement proches, film d'Éric Toledano et Olivier Nakache : Redo
- 2010 : Le Pas Petit Poucet, téléfilm de Christophe Campos : Jean Ramon
- 2011 : Case départ, de Lionel Steketee, Fabrice Éboué et Thomas Ngijol : Kader
- 2011 : Beur sur la ville, de Djamel Bensalah : le boucher halal
- 2013 : Mohamed Dubois, d'Ernesto Ona : Rachid
- 2014 : 8 assassins (Kanyamakan) de Saïd C. Naciri : le barman
- 2014 : Amour sur place ou à emporter,  film d'Amelle Chahbi : le chauffeur de taxi
- 2015 : Kickback, de Franck Phelizon : Père Moïse
- 2016 : Encore heureux, de Benoît Graffin : l'un des gendarmes
- 2016 : Ouvert la nuit, film d'Édouard Baer : le passager Noctilien
- 2017 : Capitaine Marleau (saison 1, épisode 7 : À ciel ouvert : le gendarme à l'accueil
- 2018 : Neuilly sa mère, sa mère !, film de Gabriel Julien-Laferrière : Issa
- 2018 : Alad'2, film de Lionel Steketee : Wahid, le chef des soldats de Shah Zaman / Wahid, un ami de Yanis
- 2018 : Nicky Larson et le Parfum de Cupidon, film de Philippe Lacheau : le videur
- 2019 : Kiffe aujourd'hui (série télévisée, saison 1)
- 2020 : 30 Jours max, film de Tarek Boudali : l'organisateur de la fête
- 2021 : Mince alors 2 !, de Charlotte de Turckheim : le père de Karim
- 2021 : Super-héros malgré lui, de Philippe Lacheau : Mohamed, l'accessoiriste
- 2022 : Tous Inconnus, téléfilm de Nicolas Hourès : lui-même
- 2023 : BDE, film de Michaël Youn : le codétenu en cellule
- 2023 : Le Grand Cirque, film de Booder et Gaëlle Falzerana : Kamel
- 2023 : Tool, court-métrage de Tania Zam : Maurice
- 2023 : Bac + 12, de Michel Bulteau : Momo

## Spectacles et one-man-show
- 2007 : Le Jamel Comedy Club envahit le Casino de Paris
- 2009 : Wahid se lâche
- 2012 : Wahid avant quand j'étais… gros
- 2016 : La Grande Évasion[11], pièce de théâtre mise en scène par Youssef Bouchikhi[12]
- 2018-2023 : Graisse anatomie
- 2023 : Wahid… il se relève

## Émissions de télévision et radio
- 2006 : saison 1 de Jamel Comedy Club (Canal+) : membre de la troupe
- 2008 : saison 2 de Jamel Comedy Club (Canal+)
- 2010 : séquence Un tour avec Wahid pour l'émission Téléfoot (TF1)
- 2017 et 2018 : Marrakech du rire sur M6 et W9 : participant
- 2019-2022 : Vendredi tout est permis avec Arthur (TF1) : sociétaire[13].
- 2021 : interview de Wahid sur Beur FM[14], La Matinale, avec DJKim sur Beur FM (Radio 106,7 FM pour Paris) : chroniqueur